# C-201
Le C-201 est un missile anti-navire d'origine chinoise, à moyenne et longue portée, pouvant être lancé depuis les aéronefs, les navires ou des sites de lancement côtiers, comme arme de défense du littoral. Faisant également partie de la grande famille des missiles « Silkworm », ce missile, dont le développement est issu du HY-1, est très ressemblant à celui étant à l'origine de tous les missiles anti-navires chinois, le P-15 Termit.

## Historique
L'histoire officielle de l'industrie aéronautique chinoise, qui décrit en détail l'évolution des missiles HY-1 et SY-1, ne fait aucunement mention d'un quelconque HY-2, bien qu'elle apparaisse pourtant à de nombreuses reprises dans diverses brochures chinoises.
En avril 1965, le lancement des travaux fut autorisé et les premiers essais eurent lieu en septembre 1967. Après 5 années de développement, le programme passa le stade final des tests de validation du concept du missile. En 1970, il parvint à toucher 6 fois sa cible sur les 7 tirs effectués et fut déclaré comme valide pour le service opérationnel au mois de mars de cette même année. Le HY-2A, version à guidage infrarouge de ce missile effectua ses premiers vol d'essais entre 1975 et 1977, qui furent des échecs, reportant sa validation opérationnelle à l'année 1982. Une version améliorée HY-2AII fut, elle, validée en juin 1985.
Le HY-2 n'entra pas en service avant le début des années 1980, et fut par la suite largement exporté. Parmi les missiles anti-navires chinois, il est celui auquel la désignation de Silkworm est la plus attribuée, mais elle est souvent attribuée par erreur à tous les autres modèles de la gamme.

## Généralités
Ce missile fut développé par la China Aerospace Science and Industry Corporation (CASIC - 中国航天科工集团公司) et construit par l'organisation gouvernementale China Haiying Electro-mechanical Technology Academy (CHETA - 中国海鹰机电技术研究院, aussi connue comme la 3rd Academy).
Désigné par l'OTAN CSS-C-3 « Seersucker »,, le C-201 était une version améliorée du HY-1 (OTAN : CSS-C-2 « Silkworm »), dont le fuselage avait été allongé (de 88 cm), augmentant ainsi la capacité de ses réservoirs de carburant et allongeant sa distance franchissable à une valeur de 95 km. D'une construction améliorée, il était également doté de systèmes de contrôle plus performants, d'un pilote automatique amélioré pour la phase de vol de croisière, de propulseurs plus puissants, et pouvait atteindre sa cible avec une meilleure précision.
Le missile était conçu pour voler très bas, afin de diminuer au maximum sa probabilité de détection par les radars ennemis. Par la suite, la modification de son radar d'approche terminale lui apporta une meilleure précision et une résistance accrue aux contre-mesures électroniques. Sa lourde charge militaire pouvait couler ou sévèrement mettre-à-mal des navires ayant une masse pouvant atteindre 3 000 tonnes.
Il était décliné en deux versions principales :
Le Hai Ying-2, ou HY-2 (du chinois : « 海鹰 », aigle de mer), était la version lancée depuis les sites terrestres, destinée à la protection des côtes, des bases ou des îles, engageant tout navire ennemi se présentant à proximité. Son complexe de lancement couvrait une longue distance et possédait un angle de tir assez large (± 85 o), permettant à un seul bataillon de missiles de couvrir une surface d'océan de 14 000 km2. Une fois le missile tiré, les informations de contrôle et de guidage venant du sol n'étaient plus nécessaires, permettant de maintenir les positions à l'abri de toute forme de repérage par l'ennemi.
Le Shang Yo-1A ou SY-1A (du chinois : « 上游 », contre-courant), dont la désignation OTAN est CSS-N-2 « Silkworm »,, était destiné à être employé depuis les navires, mais il ne vit jamais la moindre plateforme embarquée, sa taille trop importante étant un inconvénient majeur pour ce type d'emploi.
Le C-201, qui désignait à-la-fois la version aéroportée du missile et sa désignation à l'exportation, servit également plus-tard de base au développement d'autres versions plus évoluées ou destinées à d'autres emplois.

## Caractéristiques techniques

### Description rapide
À bien des égards, le missile était similaire aux autres modèles de la série des Silkworm, partageant le même schéma de structure, lui-même emprunté à celui du missile soviétique P-15 Termit. Bien qu'il fût plus grand et plus lourd, il employait également des ailes portantes en delta, placées à mi-longueur du fuselage, et un empennage en « Y », assurant un contrôle du vol du missile sur ses trois axes principaux.
Le modèle de base employait un radar actif à balayage conique, constitué d'un émetteur de type « projecteur », éclairant le décor en continu, et qui se balançait autour d'un axe de pivot. Cet autodirecteur présentait le défaut d'être très facile à brouiller et avait également la fâcheuse tendance à verrouiller l'océan en le prenant pour une cible. Ce problème fut résolu avec les versions suivantes du Seersucker, qui employaient un radar à impulsions Doppler de type « monopulse », bien plus résistant aux contre-mesures et plus fiable. D'autres versions employaient des capteurs à imagerie infrarouge ou des systèmes TV. La détection initiale de la cible s'effectuait grâce à un radar type-254 travaillant en bande-I, transporté sur un camion. Toutefois, il n'était pas nécessairement obligatoire de pré-cibler un ennemi : le Seersucker était en-effet capable de détecter tout-seul sa cible, pour peu que les opérateurs aient réussi à le lancer approximativement dans une direction correcte. Il lui fallait juste être lancé de manière qu'il finisse par voir apparaître sa cible dans son cône de détection radar.

### Fonctionnement
Le HY-2 était tiré depuis un camion-plateau, à-partir d'un rail de lancement fixe qui limitait le champ de détection de son autodirecteur. Il pouvait également être tiré depuis une plateforme tractée compacte, autorisant une utilisation plus large du système au sein de l'armée chinoise. En 2000, avec l'aide des chinois, les militaires cubains parvinrent à modifier quelques vieux chars soviétiques T-54 et T-55 afin d'en faire des lanceurs chenillés mobiles.
Lorsqu'il était lancé, le missile était propulsé jusqu'à une altitude de 1 000 m par son accélérateur à poudre (bosster), qui brûlait tout son mélange en une poignée de secondes. Un clapet dans le flux d'échappement du booster signalait au missile de le larguer, une fois que sa poussée était terminée. À ce moment-là, le moteur-fusée à ergols liquides prenait le relais, et le missile entamait sa phase de croisière à une vitesse de Mach 0.9 et à une altitude comprise entre 100 et 300 m. Le missile abordait finalement sa phase d'approche terminale à une distance d'environ 10 km de sa cible, à-partir de laquelle il allumait son autodirecteur et descendait à une altitude de 8 m. C'est à cette altitude-là qu'il impactait le navire, causant d'énormes dégâts à quelques centimètres seulement de sa ligne de flottaison.

### Précautions d'emploi
Le propulseur de croisière du Seersucker était extrêmement dangereux. Ce moteur-fusée employait en-effet des ergols liquides extrêmement toxiques et corrosifs, en l'espèce d'un carburant pour fusées AK-20F, et d'un oxydant Type TG-02, appartenant à une catégorie de comburants plus connue sous le nom d'acide nitrique fumant rouge, ou IRFNA.
L'IRFNA est une substance extrêmement dangereuse, pouvant causer des brûlures très profondes à la peau, tandis que les gaz émis peuvent causer une cécité ou des lésions pulmonaires graves. Ce produit est même capable de transpercer les combinaisons de protection des opérateurs, et un contact prolongé est même capable de ronger du métal. Même après avoir séché, son sous-produit (Dioxyde d'azote) est un poison.
En conséquence, les équipes de préparation des missiles devaient porter des combinaisons NBC complètes, lorsqu'elles ravitaillaient le Seersucker avant son lancement, ce qui rendait la tâche assez difficile. Sur les sites de lancement, les réservoirs en acier inoxydable contenant l'IRFNA devaient être refroidis au fluorure, alors qu'en parallèle, le carburant AK-20F était également quelque chose de dangereux, car très explosif. En-fait, les opérateurs opérant à-partir de sites non durcis auraient fait face à un énorme danger s'ils avaient dû se retrouver dans des conditions de combat réelles.

## Carrière opérationnelle

### Guerre Iran-Irak
Le Silkworm se fit une renommée dans les années 1980, quand il fut employé par les deux camps en conflit, lors de la guerre Iran-Irak. Ces deux pays avaient été approvisionnés en armes par la Chine elle-même.
De février 1986 à avril 1988, les troupes iraniennes occupèrent la péninsule de Fao.
En 1987, l'Iran effectua son premier achat de missiles Seersucker et relança l'activité des usines à missiles irakiennes capturées sur la péninsule. Au-cours de cette même année 1987, l'Iran lança plusieurs missiles depuis les environs de la péninsule, dont certains parvinrent à toucher des navires étrangers, par exemple le pétrolier libérien Sungari (ce navire était en fait propriété des États-Unis). Un autre parvint à frapper le pétrolier battant pavillon américain Sea Isle City, le 16 octobre 1987 à 5h30 du matin,. Les réparations à effectuer, concernant la passerelle et la zone-vie de l'équipage, bloquèrent le navire à quai pendant 4 mois. Lors de l'explosion du missile 18 membres de l'équipage furent blessés et le capitaine du navire, John Hunt, gardera comme séquelle une cécité totale, après avoir reçu des projections de verre au visage,,.
Plus tôt dans l'année, cinq autres missiles avaient déjà frappé des zones du Koweït. En octobre 1987, le terminal pétrolier off-shore « Kuwait's Sea Island » fut touché par un Silkworm, qui fut observé comme provenant de la même péninsule de Fao. Cette attaque mena le Koweït à déployer une batterie de défense à missiles Hawk sur l'île de Failaka, afin de protéger ce terminal. En décembre de cette même année, un autre Silkworm iranien fut lancé contre ce terminal mais alla percuter une barge installée à-côté pour servir de leurre.
Avant ces attaques, la portée du missile avait été estimée comme étant inférieure à 80 km, mais ces assauts répétés prouvèrent que la portée réelle du missile dépassait aisément les 100 km. Les observateurs militaires koweïtiens avaient en effet constaté que les missiles provenaient de la péninsule, en suivant leurs évolutions au radar, tandis que les satellites américains avaient permis de confirmer la position des sites de lancement.
Au-cours de l'opération « Paying Mantis », menée en 1988 contre l'Iran, une batterie côtière iranienne lança deux missiles contre le navire américain USS Gary, le 18 avril 1988. Les deux furent brouillés par les mortiers lance-leurres Mark.36 de la frégate (ou tombèrent à court de carburant), et s'écrasèrent devant le navire. Cet incident fut source de confusions, certains officiels américains refusant d'avouer une quelconque attaque, alors que les deux missiles avaient bien été suivis pendant leurs évolutions par plusieurs unités, dont une qui avait carrément eu un contact visuel avec eux ! Deux autres missiles furent tirés (des Silkworm ou des Seersucker) en direction de barges utilisées par la marine américaine dans le golfe Persique, mais manquèrent largement leur cible.
Seulement un mois plus tôt, en mars 1988, la Chine avait pourtant accepté de stopper l'approvisionnement de l'Iran en missiles HY-2. Mais il semblait que cette fourniture d'armes était toujours à l'ordre du jour en 1989. Les Iraniens ont depuis acquis la capacité à développer eux-mêmes leurs propres missiles.

### Opération Tempête du désert
Au mois d'août 1990, les irakiens avaient réparé les installations de Fao et disposaient de 84 missiles opérationnels, auxquels s'ajoutaient d'autres exemplaires en réserve à l'intérieur des terres.

#### Attaque de l'USSMissouri
Le 25 février 1991, un lanceur basé à terre tira deux Silkworm en direction du navire américain USS Missouri, qui était alors accompagné des navires USS Jarrett (FFG-33) et HMS Gloucester (D96). Les missiles furent détectés par le navire, qui activa ses mortiers lance-leurres Mk.36 mais fut dans l'impossibilité d'activer un seul de ses quatre systèmes de défense rapprochée Mk.15, car ils étaient alors en veille. Au Nord-Est du Missouri, la frégate Jarett avait également détecté les missiles, mais ne pouvait les engager avec des missiles sol-air conventionnels car ils étaient trop proches pour pouvoir être accrochés au radar. Il activa alors son système Phalanx, mais ce dernier préféra accrocher les leurres du Missouri plutôt que de viser le premier des deux missiles,,.
Finalement, ce fut un missile Sea Dart lancé par le Gloucester qui détruisit le premier des deux missiles, après qu'il eut manqué le Missouri en le frôlant par l'Est. Le deuxième rata également sa cible et alla s'écraser en mer. Aucune mesure ne fut prise contre ce dernier par la Task Force, car il avait été jugé trop éloigné pour représenter un danger réel.
Un rapport irakien de l'incident, retrouvé après la fin du conflit, rapporta qu'un troisième missile avait été tiré contre le bâtiment américain, mais si tel était vraiment le cas, il est fort probable qu'il soit passé si loin de sa cible qu'il n'ait même pas été détecté par les systèmes de défense des navires alliés.
Tir allié :

Au-cours de la campagne, le Missouri fut victime d'un incident de tir allié provenant de la frégate Jarett.
D'après le rapport officiel, le canon d'autodéfense de 20 mm Phalanx qui engagea les leurres (paillettes) du Missouri envoya des projectiles perdus dans la structure de ce dernier, l'un d'entre eux traversant une cloison et allant se loger dans un passage intérieur du navire. Un autre de ces projectiles alla percuter la partie avant du navire, au niveau de la salle d'accueil des hôtes, la traversant de part-en-part. L'un des marins présents à bord fut touché au cou par des éclats et souffrit de blessures heureusement mineures.
Ceux qui sont familiers de l'incident demeurent sceptiques quant à ce récit, le Jarret étant alors à plus de 2 nautiques de distance au moment de l'incident, et les caractéristiques des leurres étant telles que le Phalanx ne devrait normalement pas les détecter comme une menace et les engager. Il ne fait aucun doute que les obus ayant touché le Missouri provenaient bien du Jarett, et que ce fut bien un accident. La suspicion viendrait surtout du fait qu'un opérateur du Jarett aurait peut-être fait feu accidentellement en utilisant le système en manuel, alors qu'il était censé rester activé en mode automatique. Il n'existe cependant aucune preuve pour étayer cette théorie,.

#### Installations dans une école
Fin 1990 / début 1991, l'Irak érigea une installation de lancement et de ravitaillement en carburant de missiles, au sein de l'école pour filles des sciences de la ville d'Al-Badawiyah, en territoire koweïtien occupé. Ce site se trouve bien à l'intérieur des terres, entre le Sud de la ville de Koweït et les quais des terminaux pétroliers d'Ash Shuaybah.
Même si elle était placée à un endroit bien plus stratégique que celles de la péninsule de Fao, cette installation ne fit rien du tout de tout le conflit. La garnison irakienne de la ville de Koweït était en effet soumise à d'incessants bombardements aériens et maritimes alliés, et plus encore, l'attaque effectuée sur les réseaux de communications irakiens au sein du Koweït occupé rendirent totalement impossible le moindre ciblage de navire dans le golfe. L'installation fut investie par les unités blindées des Marines américains en février 1991. 6 missiles Seersucker furent capturés, ainsi que deux camions-citerne ZIL 131, deux chariots de contrôle et maintenance équipés du câblage nécessaire, un réservoir de carburant et un groupe électrogène chinois chargé d'alimenter le site en courant électrique.

#### Fin du conflit
À la fin de l'opération Tempête du désert, les Américains avaient réussi à investir tous les sites de la péninsule de Fao, situés dans les environs de la ville d'Umm Qasr. Toutes les installations furent détruites (réservoirs, rails lanceurs, groupes de puissance, etc.) et 30 missiles capturés furent rapatriés aux États-Unis en octobre 1991 (Ils ne représentent qu'une partie seulement des douzaines de missiles découverts). Une partie de ce butin fut dispersée dans plusieurs bases et sert actuellement de formation pour les équipages des différentes armées américaines, tandis-qu'un petit nombre fut emmené dans des laboratoires et sur l'aire d'expérimentations des armements de l'US Navy, à China Lake, afin de tester et vérifier leurs capacités.

### Deuxième guerre du Congo
Un très petit nombre de missiles et de lanceurs fut délivré à ce pays, qui contrôle un minuscule bout d'océan, aux alentours de l'embouchure du fleuve Congo.
En 1997, un an avant le début officiel de la guerre, une source affirma que les troupes du Zaïre avaient tiré les missiles de manière irréfléchie, les utilisant comme des armes de bombardement non-guidées contre des positions rebelles. Bien évidemment cet usage s'apparente à du gaspillage, le Seersucker n'ayant absolument pas été conçu à cet effet, mais le manque d'entraînement évident des Zaïrois leur avait déjà fait faire des choix assez étranges, comme utiliser des obus antichar à charge creuse comme armes de bombardement indirect. Tenant compte de ces paramètres, l'éventualité qu'un usage de Seersucker comme roquettes anti-matériel ait bien eu lieu peut paraître plausible.
Une autre source affirma, à l'inverse, qu'ils étaient hors d'usage depuis bien longtemps, en raison de négligences à la suite de la chute du gouvernement. Quoi qu'il en soit, il n'en reste plus aucun en service dans la république démocratique du Congo.

### Guerre d'Irak de 2003
Au cours de la troisième guerre du Golfe, en 2003, l'Irak utilisa le Silkworm comme missile sol-sol, contre des positions de la coalition au Koweït,.
Au mois de mars, pas moins de 16 missiles avaient déjà été tirés. Les tirs irakiens étaient cependant si imprécis qu'aucun des 15 premiers ne parvint à créer de dommages sur les infrastructures koweïtiennes, ayant tous été interceptés en vol par des missiles Patriot ou ayant été perdus dans le désert. Seul le seizième missile parvint à tomber sur la ville d'Al-Kuwait, faisant deux blessés légers et d'importants dégâts dans l'un des centres commerciaux les plus importants de la ville, le souk Charq.
Un des porte-paroles du ministère de la Défense, Youssef Al-Moulla, indiquait que Bagdad dissimulait des missiles Silkworm dans des zones résidentielles du sud de l'Irak. Il estimait leur portée entre 90 et 200 km. Les forces de la coalition, elles, tentaient de localiser la position exacte de ces missiles, supposés être placés dans la province de Bassorah, également au sud de l'Irak. Le colonel Chris Vernon, porte-parole militaire britannique, tenta tout-de-même de rassurer la population koweïtienne en précisant qu'ils étaient « tellement imprécis » qu'ils ne touchaient que difficilement leurs cibles.

## Versions

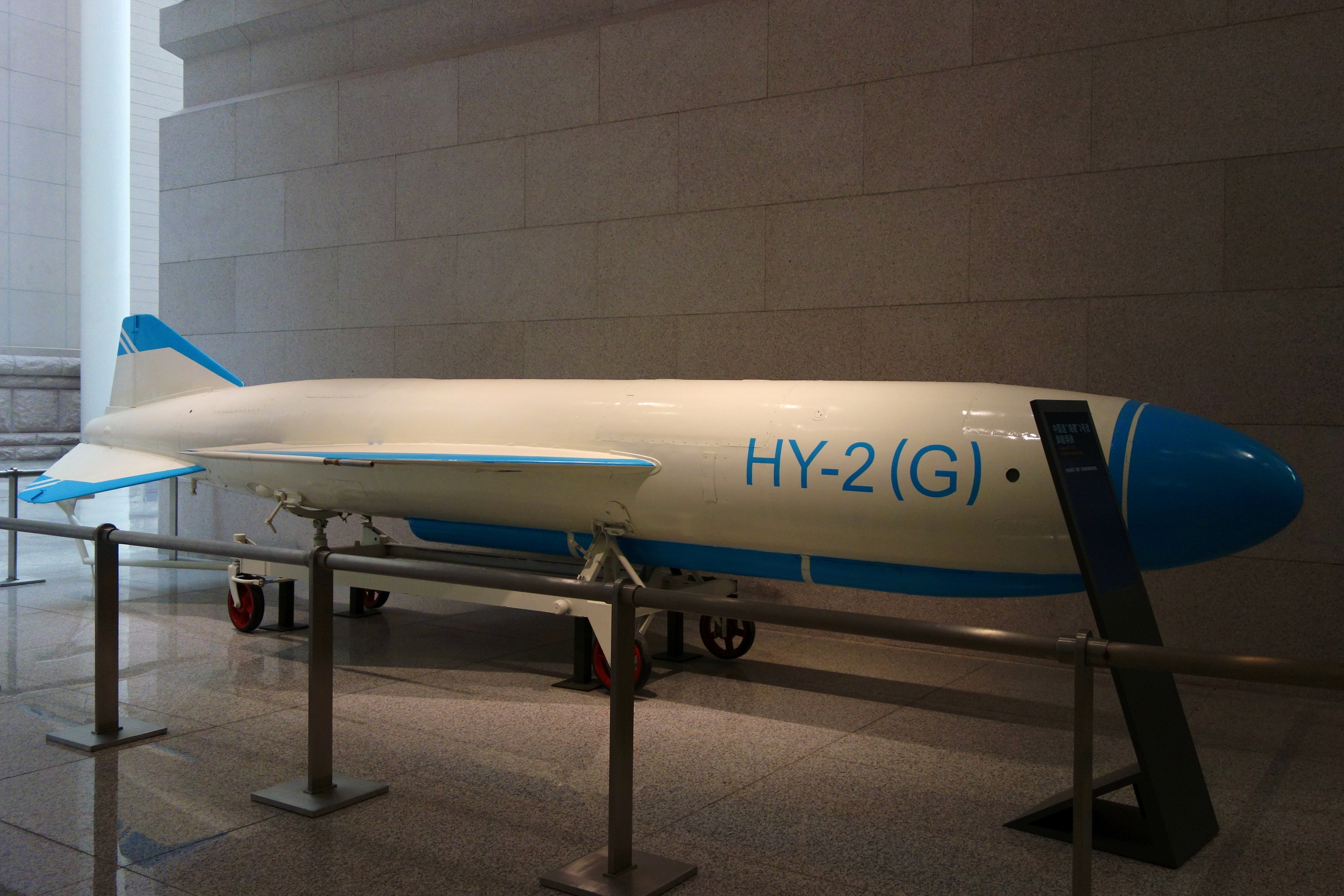
HY-2 (G).

- C-201 : Version air-surface du missile. Cette désignation, correspondant à celle donnée en interne par les chinois, est également celle donnée au modèle d'exportation du missile.
- C-201W : Version à portée étendue, motorisée par un turboréacteur à la place du moteur-fusée à ergols original. Exportation uniquement.
- HY-2 : Version basique terre-mer, à guidage radar. Développé à-partir du missile HY-1.
- HY-2A : Version à guidage terminal par infrarouges, dotée d'un autodirecteur à l'antimoniure d'indium (InSb) et d'un verre au fluorure de magnésium.
- HY-2AII : Version améliorée du HY-2A.
- HY-2B : Version à radar de guidage amélioré, un radar monopulse remplaçant l'ancien modèle à balayage conique.
- HY-2BII : Version améliorée du HY-2B, dotée d'un nouveau radar.
- HY-2C : Version améliorée du HY-2BII, dotée d'un nouvel altimètre et de surfaces de contrôle revues.
- HY-2G : Version identique au HY-2, mais dotée d'une caméra dans le nez (guidage TV).

## Utilisateurs
- Chine
- Albanie
- Bangladesh
- Corée du Nord : Construit sous licence. Missiles déployés en deux régiments de la marine (flottes de l'Est et de l'Ouest), sur 13 sites de lancement durcis et 50 lanceurs tractés mobiles. Certains sont directement à portée de la Corée du Sud. Nombre de missiles inconnu ;
- Cuba : En 2000, avec l'aide des chinois, les cubains ont pu acquérir des missiles, prélevés sur des navires chinois déclassés, et les monter sur une version modifiée par eux-mêmes de chars d'assaut soviétiques T-54/T-55 ;
- Égypte : Production de pièces détachées ;
- Irak : Environ 200 livrés entre 1987 et 1988[16]. Production de pièces détachées ;
- Iran : Construit sous licence ;
- Birmanie
- Pakistan
- Zaïre

Le missile a été construit sous licence par l'Iran et la Corée du Nord, qui sont également capables de produire leurs propres pièces détachées, par exemple le fait l'Égypte. Les missiles iraniens sont de meilleure qualité que les modèles coréens, car construits à l'aide d'outillages achetés aux chinois, tandis que les modèles coréens sont construits à l'aide d'outillages fabriqués localement.
L'effort irakien concernant l'acquisition de Seersucker a été nommé « Fao », probablement en référence au nom de la péninsule à partir de laquelle tous leurs missiles ont été lancés par le passé. Il est certain que les irakiens produisent certaines pièces détachées eux-mêmes, mais il demeure impossible de savoir si des missiles entiers ont déjà été fabriqués.
Les missiles iraniens sont contrôlés par les gardiens de la révolution et dispersés le long des côtes iraniennes, avec des concentrations plus fortes à l'extrême nord-ouest, au niveau du golfe Persique, et aux alentours du détroit d'Ormuz et des îles Tunb, justement surnommées « Archipel Silkworm ». Les sites de ces îles sont renforcés avec de très bonnes défenses anti-aériennes, des bunkers pour le stockage des missiles et leur carburant, et de très grandes installations radio permettant de cibler des navires arrivant du golfe Persique depuis le nord du détroit d'Ormuz.